# Пешаков, Александр Степанович
Александр Степанович Пешаков (19 августа 1910 — 19 июня 1969) — Герой Советского Союза, командир 66-го гвардейского зенитного артиллерийского полка (9-го гвардейского танкового корпуса, 2-й гвардейской танковой армии, 1-го Белорусского фронта), гвардии полковник.

## Биография
Родился 19 августа 1910 года в городе Армавире ныне Краснодарского края.
В Красной Армии с 1927 года. На фронте в Великую Отечественную войну с декабря 1941 года.
Отличился в Висло-Одерской и Берлинской операциях. Вверенный ему полк надёжно прикрывал части 9-го гвардейского танкового корпуса от воздушных налётов противника, чем обеспечил успешное форсирование рек Висла и Одер. Руководил огнём подразделений полка на подступах к Берлину. В этих боях гвардейцы-зенитчики уничтожили более сто пятьдесят самолётов противника.
Указом Президиума Верховного Совета СССР от 31 мая 1945 года за умелое командование полком, образцовое выполнение боевых заданий командования и проявленные при этом мужество и героизм гвардии полковнику Пешакову Александру Степановичу присвоено звание Героя Советского Союза с вручением ордена Ленина и медали «Золотая Звезда».
С 1948 года в запасе. Жил и работал в городе Беговат Ташкентской области Узбекистана. Скончался 19 июня 1969 года.